# Овсюковский сельский совет (Гребёнковский район)
Овсюковский сельский совет (укр. Овсюківська сільська рада) — входит в состав
Гребёнковского района
Полтавской области
Украины.
Административный центр сельского совета находится в 
с. Овсюки.

## История
- 1923 — дата образования.

## Населённые пункты совета
- с. Овсюки
- с. Покровщина

## Ликвидированные населённые пункты совета
- с. Окоп